# Lake Panasoffkee
Lake Panasoffkee est une census-designated place du comté de Sumter, dans l'État de Floride, aux États-Unis,. En 2020, elle compte une population de 4 072 habitants.